# Polypedilum okiflavum
Polypedilum okiflavum är en tvåvingeart som beskrevs av Sasa 1991. Polypedilum okiflavum ingår i släktet Polypedilum och familjen fjädermyggor. Inga underarter finns listade i Catalogue of Life.